# Partido de Tapalqué
Partido de Tapalqué är en kommun i Argentina.   Den ligger i provinsen Buenos Aires, i den centrala delen av landet, 240 km sydväst om huvudstaden Buenos Aires. Antalet invånare är 8 296. Arean är 4,1 kvadratkilometer.
Terrängen i Partido de Tapalqué är mycket platt.
Trakten runt Partido de Tapalqué består till största delen av jordbruksmark. Runt Partido de Tapalqué är det mycket glesbefolkat, med 2 invånare per kvadratkilometer.